# På flykt från andra världskrigets fasa
På flykt från andra världskriget fasa är den sextonde boken i serien om Theo och Ramona av Kim Kimselius och gavs ut 2011. Handlingen utspelar sig under andra världskriget.